# Sileno

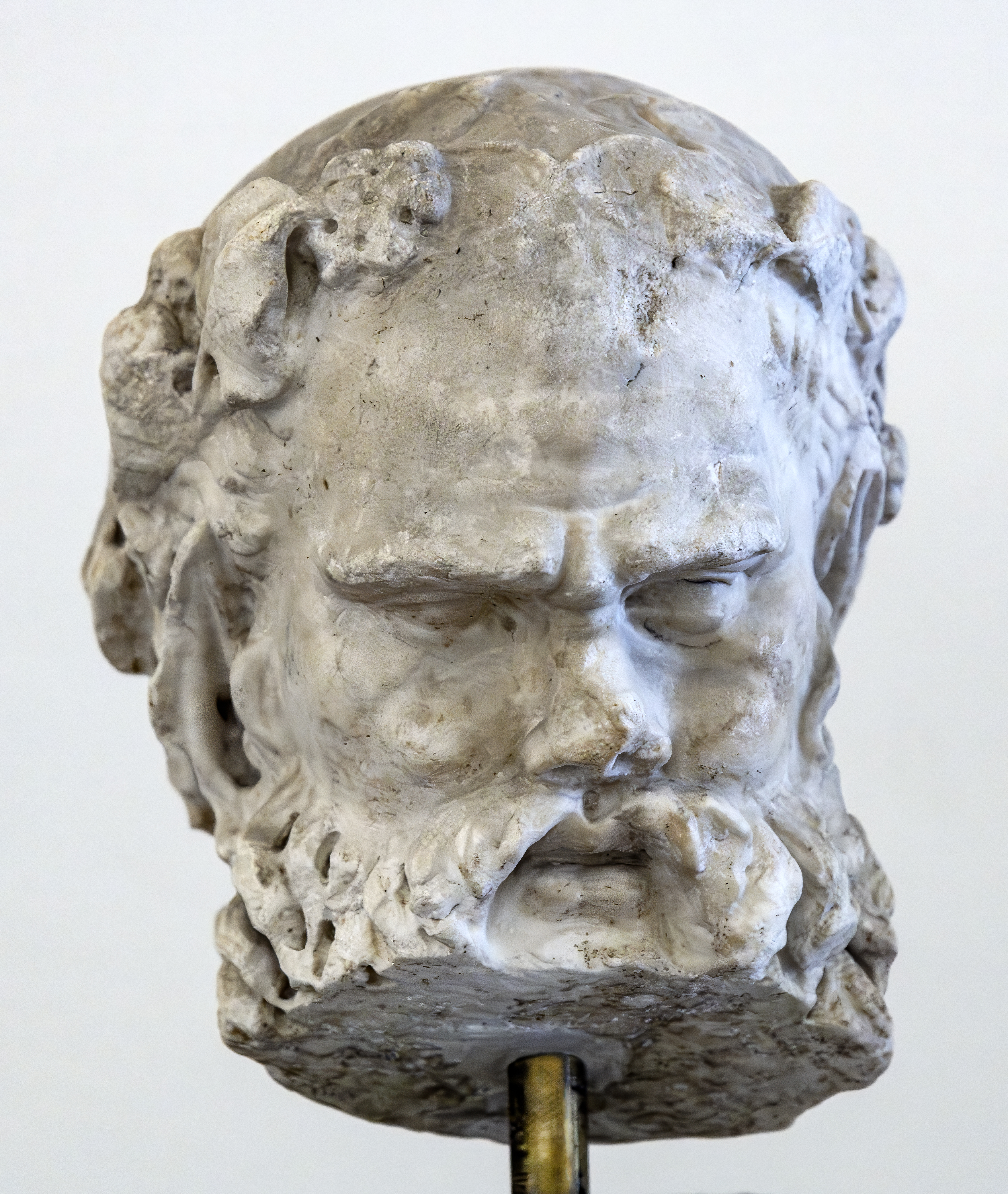
Testa di Sileno copia da Lisippo - Museo archeologico nazionale di Venezia

Sileno (in greco antico: Σιληνός?, Silēnós), oppure Seileno (in greco antico: Σειληνός?, Seilēnós), è un personaggio della mitologia greca e corrisponde al vecchio dio rustico della vinificazione e dell'ubriachezza antecedente a Dioniso.

## Aspetto
Dall'aspetto di un anziano calvo, corpulento e peloso era spesso raffigurato con attributi animaleschi.

Disprezzava i beni terreni, aveva i doni di straordinaria saggezza e della divinazione.

## Genealogia
Nonno di Panopoli scrive che sia stato generato da Gaia mentre secondo altri autori è figlio di Pan e di una ninfa.

Servio Mario Onorato sostiene che sia figlio di Hermes.
Con la ninfa Melia generò Folo e Dolione e secondo Nonno di Panopoli lui solo è il padre dei Silenoi.

## Mitologia
Era lo spirito della danza della spremitura dell'uva sul torchio ed il suo nome deriva dalle parole seiô, "muoversi avanti e indietro" e lênos "il trogolo del vino".
Ricevette in cura da Ermes il piccolo Dioniso e lo fece allattare dalla ninfa Nisa in una grotta sul monte Nisa.
Anni dopo, mentre accompagnava Dioniso in un viaggio attraverso la Frigia, Sileno si perse e fu ritrovato da re Mida che lo trattò in modo ospitale e gli diede una guida in grado di indicargli la strada da seguire per ricongiungersi alla carovana.
Secondo gli autori latini, da Sileno discendono le tribù dei Satiri e delle ninfe.
A volte veniva moltiplicato in una triade od in un grande gruppo (i Silenoi) o veniva spesso identificato con un numero di altre divinità rustiche minori come Hekateros (il nonno del Satiei) od Oreads, od anche Nysos e Lamos (che in alcuni casi sono citati come i genitori adottivi ed alternativi di Dioniso).
Altre sue identificazioni sono Aristeo (il dio dei pastori); Oreo (un altro padre adottivo di Dioniso), il padre delle amadriadi; Pirrico, considerato il capo dei Cureti; Ecatero, che è detto essere il padre dei Dattili e delle ninfe ecateridi.

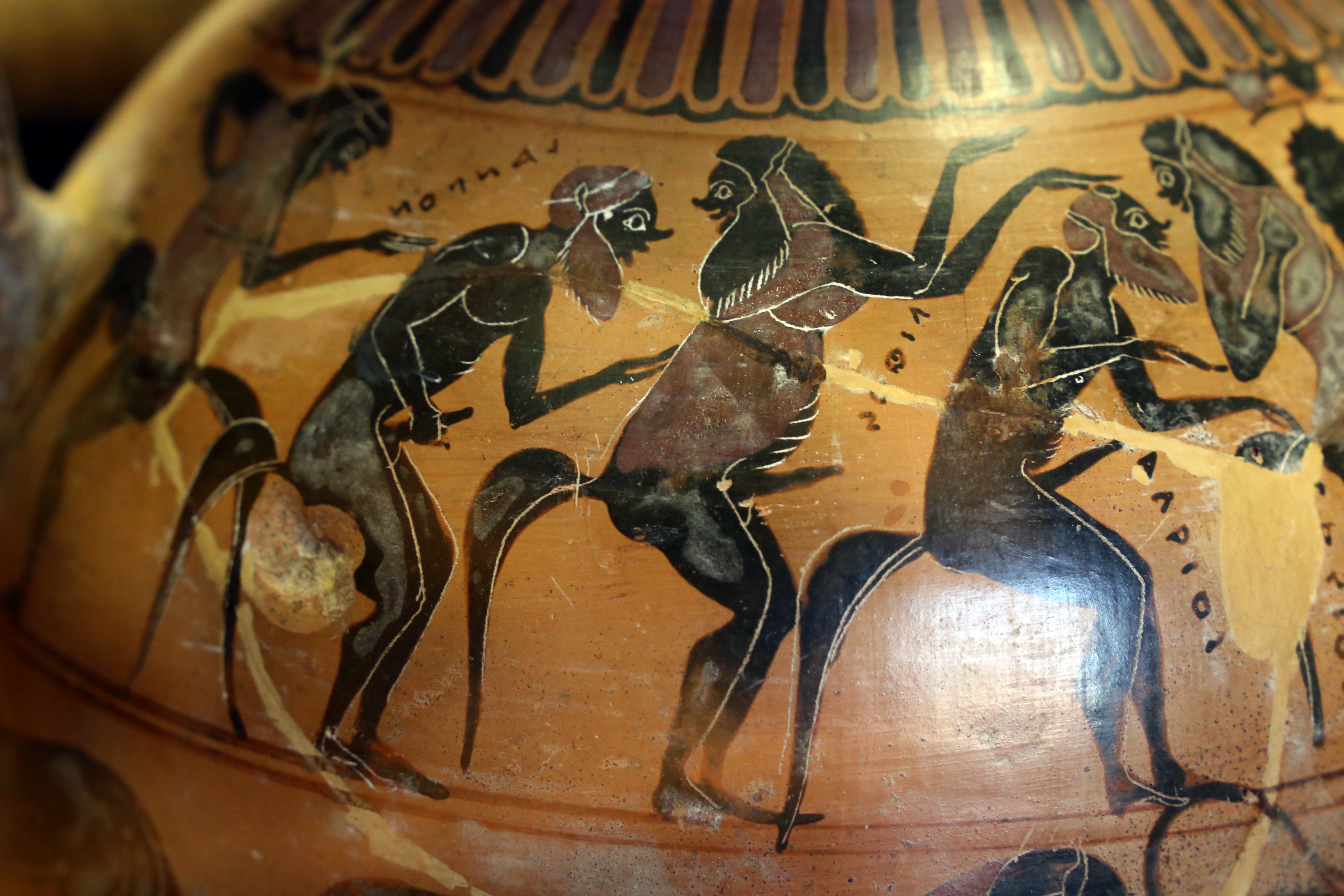
Anfora attica tirrenica con orgia di silenoi, da Necropoli di Monte Abatone, Cerveteri

## ISilenoi
I Sileni (anche Silenoi) sono figure della mitologia greca, divinità minori dei boschi, di natura selvaggia e lasciva, imparentati con i Centauri e nemici dell'agricoltura. Si riconoscono per caratteristiche equine (coda di cavallo e orecchie lunghe e appuntite), a differenza dei Satiri che hanno caratteristiche caprine (coda media o piccola e larghe orecchie triangolari).
Tuttavia sono chiamati Papposileni figure anziane e grassocce assimilabili piuttosto ai Satiri che non ai Sileni.

## Socrate
In un celebre passo platonico Alcibiade, intervenuto al simposio filosofico in onore di Agatone, in preda all'ebbrezza, dichiara il suo amore intellettuale per Socrate. Per far questo esordisce proprio associando l'aspetto esteriore e interiore del filosofo a certe raffigurazioni scultoree di Sileno in vendita nei mercati, che, una volta aperte, svelano al loro interno un'immagine divina. E descrive il turbamento generato dall'ascolto delle parole di Socrate paragonandole alle melodie dell'aulos di Marsia.

## Nietzsche
In La nascita della tragedia di Friedrich Nietzsche, Sileno è individuato come portatore della saggezza dionisiaca, ovvero del senso tragico dell'esistenza, celato dai greci stessi attraverso l'apollineo.
Egli cita l'incontro di re Mida con Sileno: 
(Friedrich Nietzsche, La nascita della tragedia )